# David Lobech

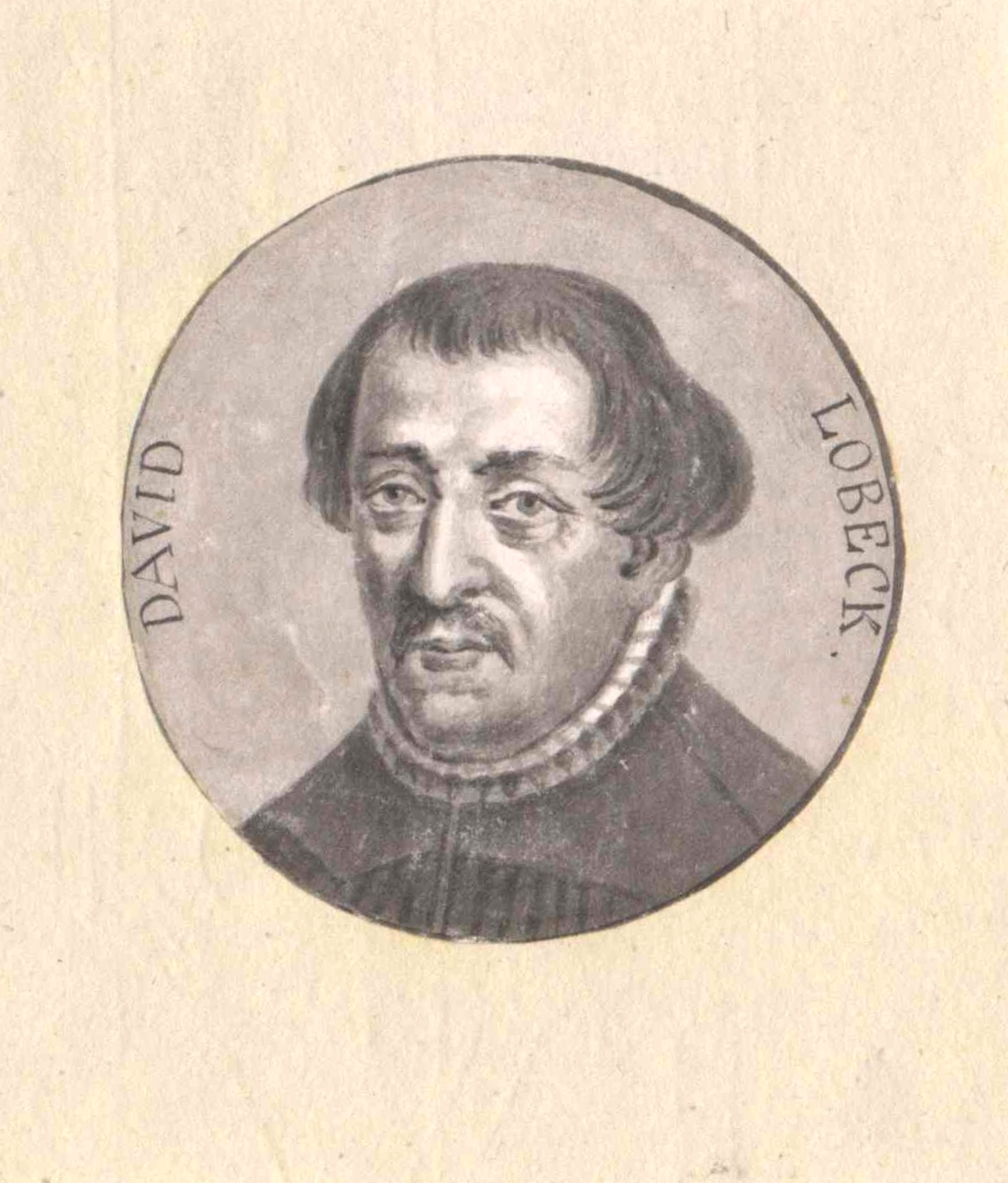
David Lobeck

David Lobech, auch Lobeck (* 1560 im Lande Hadeln; † 14. September 1603 in Rostock) war ein deutscher evangelisch-lutherischer Theologe.

## Leben
Sein Vater Peter Lobeck war Geschworener an der St.-Katharinen-Kirche in Hamburg. Nach dem Besuch der Schule in Hamburg studierte David Lobech von 1579 bis 1583 Sprachen, Philosophie und Mathematik in Rostock. 1582 wurde er Magister. 1584 begleitete er drei Hamburger Patriziersöhne nach Heidelberg und Tübingen. 1587 kehrte er nach einer Reise durch die Schweiz und Deutschland über Hamburg nach Rostock zurück. Im März 1589 wurde er Diaconus (Prediger) an der Rostocker Petrikirche. Zwei Jahre später wurde er Archidiaconus an der Jakobikirche. 1594 ernannte ihn der Rat zum außerordentlichen Professor der Theologie; gleichzeitig wurde er am 12. September zum Dr. theol. promoviert. Er starb im Alter von 43 Jahren an der Pest.
David Lobech war seit 1589 mit Ursula Schacht, einer Tochter des Rostocker Professors Valentin Schacht (1540–1607) verheiratet.